# Гемеробия серпокрылая
Гемеробия серпокрылая, или листокрыл (лат. Drepanepteryx phalaenoides), — вид насекомых из семейства гемеробов отряда сетчатокрылых.

## Описание

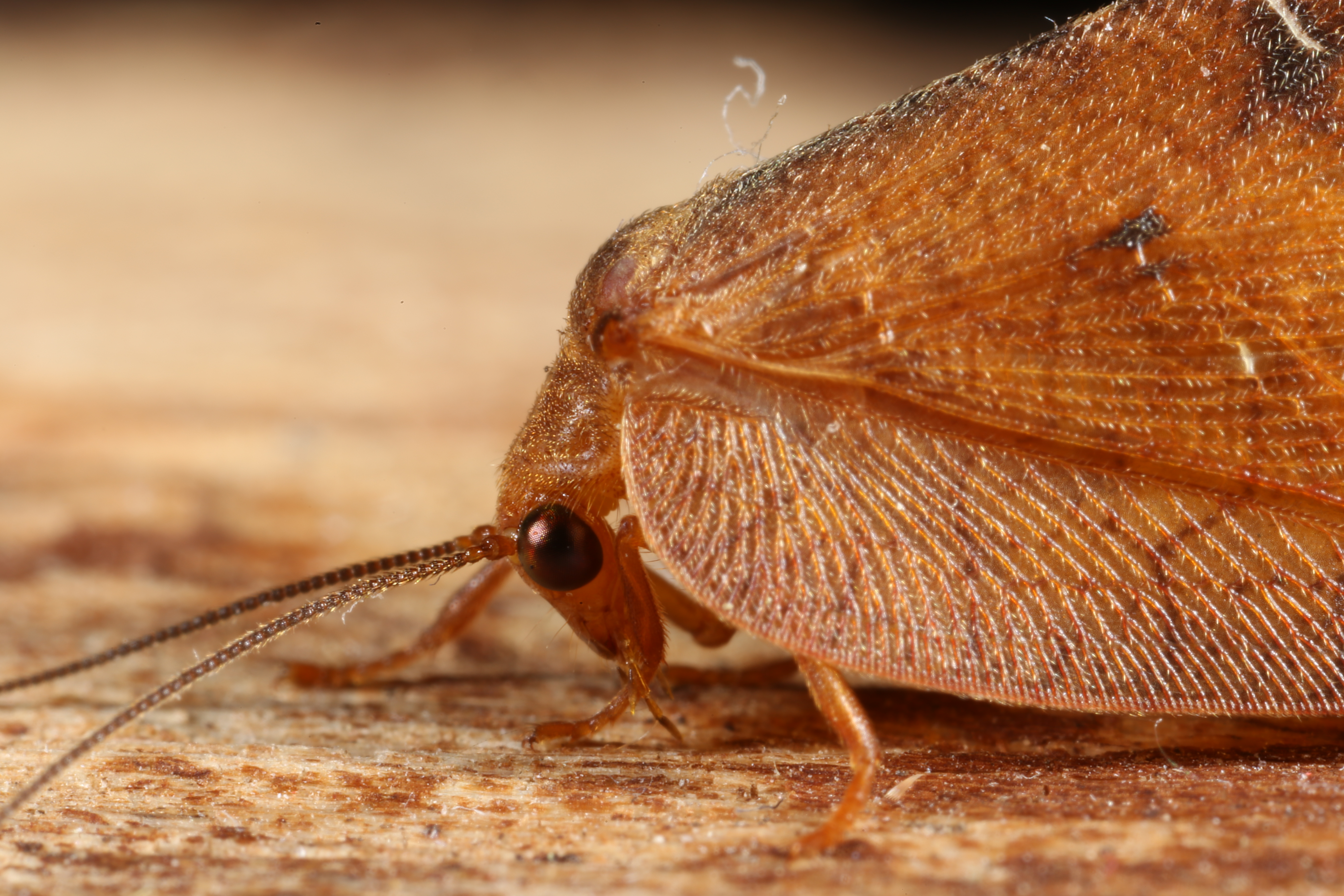

Самый крупный среди гемеробов вид. Длина переднего крыла 10—18 мм. Размах крыльев 23—30 мм. Длина тела 15—20 мм. Передние крылья с косо срезанной вершиной. В покое складывает крылья домиком. Окраска светло-бурая, реже коричневая. Крылья с тёмными жилками. У переднего края крыла расположены необычные вильчатые жилки, отсутствующие у других гемеробий. Жилкование сетчатое, переднее крыло с 3 косыми рядами поперечных жилок. В покое напоминает высохший лист с густой сеткой жилкования.

## Ареал
Транспалеарктический вид, распространенный от Западной Европы до Дальнего Востока. распространен на большей части территории Европы. Обитает в лиственных и хвойно-мелколиственных лесах, преимущественно в дубовых лесах. Встречается преимущественно на лиственных деревьях. Иногда встречается в садах и парках.

## Биология
Развивается одно поколение за год. Время лёта в июне-августе. Повсеместно редкий вид. Насекомые встречаются под пологом леса, в кронах лиственных деревьев. Локально могут существовать устойчивые популяции с большой плотностью — они регулярно отмечаются в Восточной Сибири и на Дальнем Востоке. Яйца удлиненно-овальные, цилиндрические. откладываются одиночно, реже группами, около жилок на нижней стороне листьев. Личинки голые, серого цвета, конусовидные, с торчащими вперед сосущими жвалами. Являются хищниками и питаются равнокрылыми хоботными насекомыми и другими членистоногими. Личинки живут открыто на лиственных деревьях, носят на себе шкурки от предыдущих линек. Окукливаются в двойном кружевном коконе, в нем же зимуют в стадии предкуколки. Коконы располагаются в трещинах коры, развилках стеблей, а также опавших листьях. Имаго — энтомофаги.